# علي زغدود
علي زغدود (18 أبريل 1938 - ) سياسي جزائري ولد في مدينة تبسة. شارك في الثورة التحريرية الجزائرية منذ بدايتها وبعد الاستقلال إتجه للعمل السياسي، أسس سنة 1990 حزب التجمع الجزائري.
نشأ وترعرع في مدينة عنابة الشرقية والقريبة من مسقط رأسه وذلك في حي شعبي حتى نال شهادة الباكالوريا لينتقل للدراسة إلى الجزائر العاصمة في شعبة الحقوق والتي واصل الدراسات العليا فيها وحصل على الدكتوراه في القانون وأصبح أستاذا في الجامعة، و قبلها عمل عدة سنوات في مهنة المحاماة. 
عين مستشارا قانونيا للرئيس الراحل هواري بومدين ثم الشاذلي بن جديد.

## تعليمه
بدأ تعليمه في الكتاتيب ثم تتلمذ في جمعية العلماء المسلمين الجزائريين وواصل دراسته في مصر
- إلتحق بالجامعة المركزية بالجزائر بكلية الآداب التي قضى فيها 3 سنوات
- إلتحق بكلية الحقوق في الجزائر
- تحصل على الليسانس في الحقوق
- تحصل على شهادة الماجستير القانون،
- تحصل على شهادة دكتوراه الدولة في القانون.

## مناصبه
تبوأ عدة مناصب منها:
- مستشـار برئاسـة الجمهـورية في عهد الرئيس الراحل هواري بومدين.
- رئيس غرفة بمجلس المحاسبة.
- محام معتمد لدى المحكمة العليا.
- عينه الرئيس الراحل هواري بومدين أمينا عاما لوزارة العدل التي غادرها مباشرة بعد خلافه مع وزير العدل بوعلام بن حمودة أثناء إستلامه لمهامه
- أستاذ مشارك بمعهد الحقوق بن عكنون الجزائر.
- عضو بالمحلس الوطني الإنتقالي بين 1994 و 1997 [3]
- مقرر لجنة البحت العلمي في المجلس الوطني الإنتقالي
- عضو مشارك في ندوة الوفاق الوطني المنعقد سنة 1994 ثم سنة 1996 [4]
- عضوا لجنة المراقبة السياسية الوطنية الانتخابات الرئاسية الجزائرية سنة 1999.
- أسس التجمع العربي الإسلامي سنة 1990
- أول رئيس للتجمع العربي الإسلامي بعد إنتخابه في مؤتمر الحزب الذي أقيم بقاعة ابن باديس ولاية قسنطينة بتاريخ 29 أوت سنة 1991 إلى غاية حل الحزب سنة 1998
- أسس التجمع الجزائري سنة 1998
- أول رئيس التجمع الجزائري سنة 1998 بعد إنتخابه في مؤتمر الحزب المنعقد بالقاعة المتعددة الرياضات بتيبازة بتاريخ 05 و 06 فبراير 1998 واعيد إنتخابه مرات عديدة في مؤتمرات الحزب سنوات 2003 و 2008 و 2013 و 2018.
- عضو مجلس الشورى الوطني للتجمع العربي الإسلامي سنة 1991
- عضو المجلس الوطني للتجمع الجزائري سنوات 1998، 2003، 2008، 2013 ثم 2018 على التوالي

## مؤلفاته
- كتاب الإدارة المركزية في الجمهورية الجزائرية
- كتاب المؤسسات الاشتراكية  ذات الطابع الاقتصادي في الجزائر [5]
- كتاب الجمعيات ذات الطابع السياسي في الجزائر (الأحزاب)
- كتاب ذاكرة  ثورة التحرير الجزائرية
- كتاب المالية العامة [5]
- كتاب نظام الأحزاب السياسية في الجزائر
- كتاب صفحات من ثورة التحرير الجزائرية
- كتاب الأحزاب السياسية في الدول العربية
- كتاب شهادات العقيد محمود الشريف قائد ولاية الاوراس النمامشة